# Aurora (cruzador)
O Aurora (Аврора) é um cruzador protegido russo que ficou ativo na Marinha Imperial Russa de 1903 a 1917 e depois foi utilizado como navio de treinamento para a Frota Naval Militar Soviética, de 1922 a 1957. Tecnicamente nunca foi descomissionado e passou a ser convertido como navio museu em 1984 e atualmente é um patrimônio histórico da cidade de São Petersburgo.

## História
Apesar de ter participado ativamente da Guerra Russo-Japonesa, o Aurora é especialmente lembrado por ter sido o estopim da Revolução de Outubro de 1917, a primeira revolução socialista bem sucedida na história.
Na Primeira Guerra Mundial, o cruzador operou no mar Báltico. No final de 1916, o navio foi transferido para Petrogrado, para um reparo de alto nível. Em 1917, a cidade, que na época era a capital do Império Russo, assistiu à Revolução de Fevereiro, que derrubou o czar Nicolau II e foi apoiada por um grande número de marinheiros da tripulação do Aurora. Em seguida, um comitê revolucionário foi estabelecido dentro do navio, e a imensa maioria de seus tripulantes uniram-se aos bolcheviques, que pretendiam depor o governo recém-instalado e promover uma revolução socialista.
Em 25 de outubro de 1917, o Aurora recusou as ordens de sair para o mar, causando um alvoroço na cidade. Por volta das 22 horas, um estouro vindo do cruzador alertava os bolcheviques para que invadissem o Palácio de Inverno, antiga moradia do czar. Essa invasão permitiria que Vladimir Lênin assumisse o governo russo.
O cruzador tornou-se um dos maiores símbolos da União Soviética. Em uma conhecida canção russa que homenageia o Aurora, um dos versos descreve a sua capacidade de alterar o destino de todo um povo.